# El fumador (personaje)
El fumador (en inglés: Cigarette Smoking Man, abreviado como CSM o C-Man, y algunas veces llamado también Cáncer Man o the Smoking Man) es un personaje de ficción interpretado por el actor canadiense William B. Davis y uno de los principales antagonistas de la serie norteamericana de drama y ciencia ficción, The X-Files. Es el archienemigo del agente especial del FBI Fox Mulder. En la sexta temporada se dice que su nombre es C.G.B. Spender, pero Dana Scully sugiere que este es uno de los «cientos de seudónimos» que emplea. Los actores y seguidores de la serie continúan refiriéndose a él invariablemente por el sobrenombre de «El fumador», ya que casi siempre aparece fumando un cigarrillo tras otro de la marca Morley, y normalmente rodeado por nubes de humo. En la undécima temporada da a conocer su nombre completo como Carl Gerhard Busch.
Aunque solamente pronuncia cuatro palabras audibles en toda la primera temporada, el fumador acaba siendo finalmente el principal antagonista de la serie. En sus primeras apariciones se lo ve en las oficinas del Jefe de Sección, Scott Blevins, y en la oficina del Subdirector, Walter Skinner, que es el supervisor directo de Fox Mulder y de su socia Dana Scully. El fumador es un hombre influyente que trabaja para los poderes fácticos y es pieza clave de una camarilla del gobierno conocida como el Sindicato, que oculta la verdad sobre la existencia de vida extraterrestre y los planes de una raza para colonizar la Tierra. El poder e influencia del fumador seguían siendo fuertes incluso después de que el Sindicato fuera desmantelado.
Cuando William B. Davis asumió el papel por primera vez el personaje fue escrito como un extra para el episodio piloto. Davis volvió a aparecer en escena para pequeños cameos durante la primera temporada, haciendo un mayor número de apariciones en las temporadas siguientes. Davis no solamente recibió un premio por su interpretación sino que fue nominado al premio como mejor actor de reparto.
TV Guide lo incluyó en su lista de 2013 de «Los 60 villanos más peligrosos de todos los tiempos».

## Arco del personaje

### Trasfondo

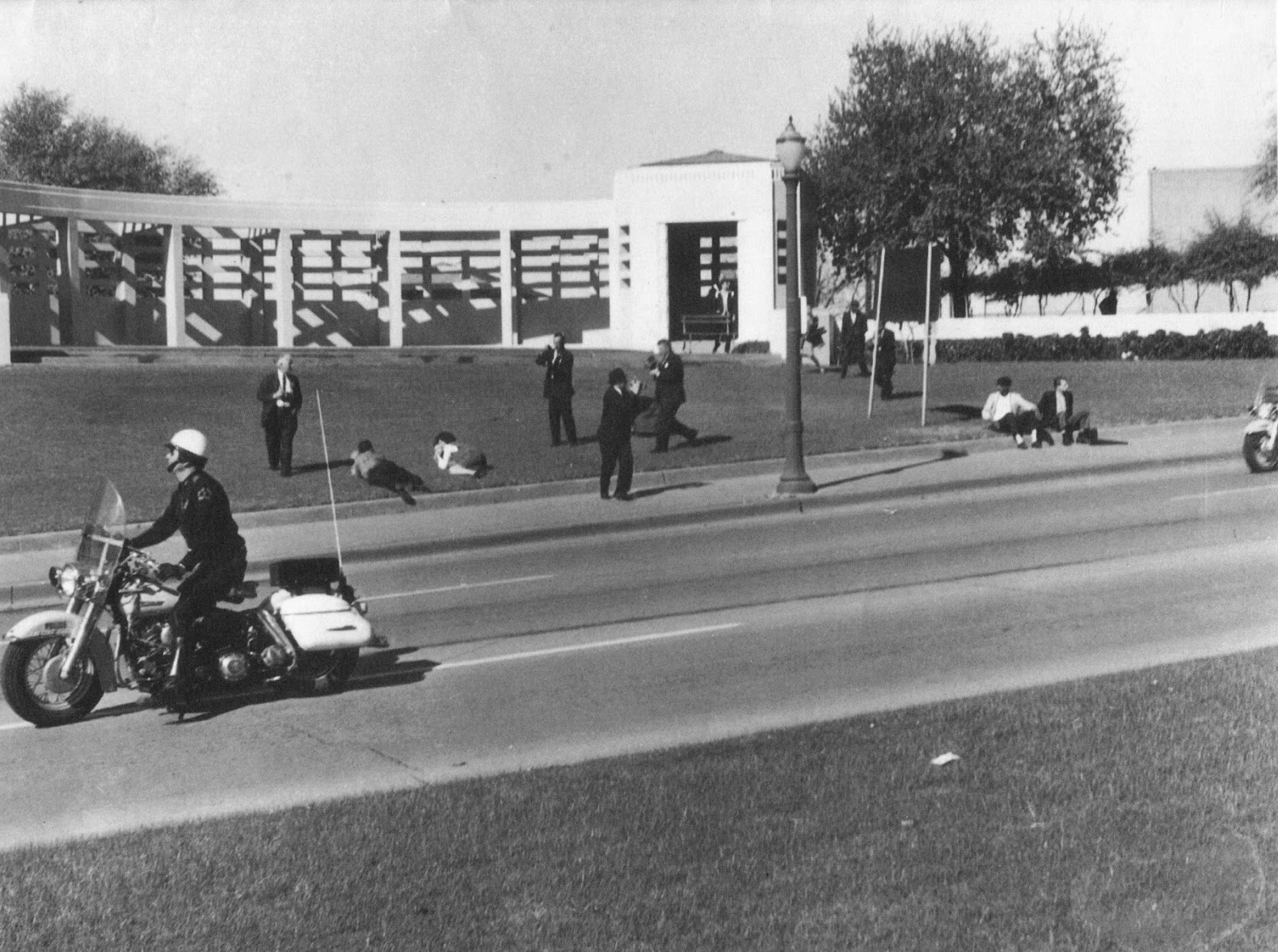
El episodio plasma al Fumador disparando a John Fitzgerald Kennedy después de que el «Hombre del Paraguas» le hiciera una señal (sentado en el lado derecho).

La fecha, el lugar de nacimiento y la mayor parte del pasado histórico del Fumador nunca se han confirmado categóricamente. Una posible versión de su pasado se da a conocer durante el episodio Musings of a Cigarette Smoking Man de la cuarta temporada, en donde los teóricos de la conspiración conocidos como Los Pistoleros Solitarios afirman que El Fumador aparece documentado por primera vez en un archivo del 20 de agosto de 1940 en Baton Rouge. Su padre era un ferviente activista comunista y espía del NKVD soviético ejecutado bajo la Ley de Espionaje de 1917 «antes de que su hijo pudiera dar los primeros pasos». Su madre fumaba cigarrillos y falleció de cáncer de pulmón cuando él era aún un bebé. Como no tenía familiares vivos pasó a ser un pupilo del estado y fue enviado a varios orfanatos en el Medio Oeste de Estados Unidos. No forjó amistades y pasó la mayor parte de su tiempo leyendo. Este período contradice el episodio Apocrypha de la tercera temporada donde se ve al Fumador de joven en 1953 trabajando ya como un agente en la sombra junto con Bill Mulder. El episodio Musings of a Cigarette Smoking Man se ve al Fumador de joven, aunque en esos momentos no formaba parte del Sindicato.
El mismo episodio revela que, a principios de 1960, era un Capitán de las Fuerzas Especiales del Ejército de Estados Unidos inmiscuido en operaciones negras y en inteligencia, sirviendo junto al padre de Fox Mulder (Bill). El Fumador ya estuvo involucrado en la invasión fallida de Cuba respaldada por la CIA y en los asesinatos de Patrice Lumumba y Rafael Trujillo antes de que una camarilla secreta lo reclutara para asesinar al Presidente John Fitzgerald Kennedy en Dallas (Texas). El asesinato fue instigado debido a la inadecuada gestión de Kennedy de la invasión de Bahía de Cochinos y la posterior Crisis de los Misiles de Cuba. Como parte de la misión que se le fue encomendada, el Fumador le dijo al chivo expiatorio, Lee Harvey Oswald, que trajera unas barras de cortina como una forma de incriminarlo por el asesinato. Además, fue el propio Oswald quien introdujo al Fumador en el tabaco. Para 1968 el Fumador había progresado lo suficiente en la jerarquía como para ejercer presión para que se acometiera el asesinato de Martin Luther King, debido a que estaba preocupado porque King estuviera «hablando como un Maoísta» y fuera una posible amenaza para el esfuerzo bélico de los norteamericanos en Vietnam. Él mismo perpetró el homicidio, ya que según él tenía «demasiado respeto por aquel hombre», y eligió incriminar a un racista blanco debido a su propia simpatía por el movimiento por los derechos civiles de Estados Unidos.
Paralelamente, el Fumador era un aspirante a escritor de novelas de espionaje (y posteriormente de ciencia ficción) protagonizando una versión ficticia de sí mismo, Jack Colquitt, y basadas en sus propias actividades secretas, pero todos sus borradores fueron desestimados o modificados por los editores, que encontraron las novelas poco realistas y mal redactadas. Esto no le dejó otra opción que continuar trabajando para el gobierno de Estados Unidos. En 1991 el poder que ostentaba el Fumador era prácticamente absoluto. Mantuvo conversaciones directas con Sadam Huseín y estuvo involucrado de una forma u otra en la polémica de Anita Hill y Clarence Thomas, hizo que trasladaran el juicio de Rodney King a Simi Valley (California), evitó que el gobierno de Estados Unidos interfiriera en la independencia de Bosnia y Herzegovina, también estuvo implicado en las nominaciones de los Premios de los Óscars, impidió que los Buffalo Bills ganaran la Super Bowl, drogó al portero soviético Vladislav Tretiak antes de aconteciera el Milagro sobre Hielo y ejecutó a extraterrestres que sobrevivieron al aterrizaje con sus naves sobre suelo estadounidense.
Sin embargo, el escritor de The X-Files, Frank Spotnitz, afirmó que esta versión de los hechos es solo una posibilidad y no es un canon aceptado.
En el primer episodio, My Struggle III, de la undécima temporada, el Fumador revela que su nombre es Carl Gerhard Busch (que es el nombre del abuelo del creador de la serie, Chris Carter). En esta historia de trasfondo, se ve al Fumador que aún sigue en activo en algún momento después de que ocurriera el incidente Roswell y cómo supervisa un experimento a un alienígena Gris. Estos acontecimientos precedieron al Sindicato, de este modo, con este nuevo origen reconfigurando la serie original, se pone al Fumador en el papel de alguien que maquina en contra del Sindicato, a pesar de habérsele sido visto previamente recibiendo órdenes de ellos. También en este episodio el Fumador reconoce que él fue el verdadero asesino de John Fitzgerald Kennedy y se le ve presente durante la falsificación del alunizaje lunar de 1969.

### Arco argumental principal
En la primera aparición del Fumador en la serie se le ve supervisando la sesión informativa y el informe de la agente del FBI, Dana Scully (Gillian Anderson). Después el Fumador se deshace de las pruebas que Fox Mulder (David Duchovny) y Scully recopilaron de una investigación que efectuaron de una abducción extraterrestre. Con el Fumador ocultando la verdad al público, Mulder busca la manera de contrarrestar sus acciones intentando sacarlo todo a la luz, y también intenta descubrir la verdad acerca de la desaparición de su hermana, Samantha. Esto lleva a una rivalidad entre Mulder y el Fumador que dura hasta el final de la serie.
En temporadas posteriores se revela que el Fumador es miembro de un grupo conocido como el Sindicato, una organización en la sombra dentro del gobierno de Estados Unidos. En el episodio, Two Fathers, el Fumador da a conocer su nombre de nacimiento o pseudónimo como C.G.B. Spender, y que anteriormente estuvo casado con Cassandra Spender, con quien tuvo un hijo, Jeffrey Spender. El Fumador recluta a la agente especial del FBI, Diana Fowley, para que trabaje como su subordinada, ya que ella mantiene una estrecha relación con Mulder. En One Son, Jeffrey descubre que su padre, el Fumador, obligó a su madre Cassandra a someterse a tratamientos médicos que le provocaron varios ataques de nervios durante su infancia. Cuando el Fumador se percata de esto aparentemente mata a Jeffrey. Siendo conscientes del plan de colonización, los rebeldes alienígenas regresan a la Tierra para tratar de persuadir al Sindicato de que se unan a ellos en la guerra contra los colonos. No convencidos del poderío de los rebeldes alienígenas los miembros del Sindicato deciden reunirse en la Base Aérea de El Rico con el fin de ser transportados en una nave espacial y poder sobrevivir a la colonización. Sin embargo los rebeldes hacen su aparición y matan a todos los integrantes principales que quedan como remanente del Sindicato. Junto con Fowley, el Fumador logra escapar. Más adelante, en la sexta temporada, hay pruebas circunstanciales que indican que el Fumador es el padre biológico de Fox Mulder. Finalmente, en The Sixth Extinction II: Amor Fati, el Fumador le dice a Mulder: "Soy tu padre", mientras que Fox tiene un recuerdo de su infancia en el que se ve a él mismo caminar por la playa junto con sus padres.

## Apariciones
El Fumador aparece en los siguientes episodios de The X-Files:
- 1x01 - Pilot
- 1x16 - Young at Heart
- 1x21 - Tooms
- 1x24 - The Erlenmeyer Flask
- 2x01 - Little Green Men
- 2x04 - Sleepless
- 2x06 - Ascension
- 2x08 - One Breath
- 2x22 - F. Emasculata
- 2x25 - Anasazi
- 3x01 - The Blessing Way
- 3x02 - Paper Clip
- 3x10 - 731
- 3x16 - Apocrypha
- 3x21 - Avatar
- 3x23 - Wetwired
- 3x24 - Talitha Cumi
- 4x01 - Herrenvolk
- 4x07 - Musings of a Cigarette Smoking Man
- 4x08 - Tunguska
- 4x09 - Terma
- 4x14 - Momento Mori
- 4x21 - Zero Sum
- 4x23 - Demons
- 5x01 - Redux
- 5x02 - Redux II
- 5x14 - The Red and the Black
- 5x20 - The End
- 6x01 - The Beginning
- 6x03 - Triangle
- 6x11 - Two Fathers
- 6x12 - One Son
- 6x22 - Biogenesis
- 7x02 - The Sixth Extinction II: Amor Fati
- 7x11 - Closure
- 7x15 - En Ami
- 7x22 - Requiem
- 9x16 - Willliam (flashback)
- 9x19 - The Truth (Final de la serie)
- 10x01 - Mi Lucha (Vuelta de la serie)
- 10x06 - Mi lucha II
- 11x01 - Mi lucha III
- 11x10 - Mi lucha IV

También apareció en la película The X-Files: Fight the Future.